# Xano
XANO är ett svenskt industriföretag med säte i Jönköping. Företaget är sedan 1988 noterat på Stockholmsbörsen. XANO hette tidigare ITAB men bytte namn år 2005.
XANO utvecklar, förvärvar och driver tillverkande verksamheter med unika eller marknadsledande produkter och system med tillhörande tjänster. En stark entreprenörsanda, ett utpräglat teknikkunnande och en djup förståelse för våra kunders affärer är kännetecknande för hela koncernen.
Koncernföretagen erbjuder tillverknings- och utvecklingstjänster för industriprodukter och automationsutrustning. Koncernen finns representerad i Norden, Estland, Nederländerna, Polen, Kina, USA och Australien. Verksamheten är uppdelad i affärsenheterna Industrial Products, Industrial Solutions och Precision Technology. Under 2022 omsatte koncernen cirka 3,5 miljarder SEK och hade drygt 1400 anställda.